# Jean Boulanger (graveur)
Pour les articles homonymes, voir Jean Boulanger et Boulanger (homonymie).
Jean Boulanger est un graveur français, né à Amiens en 1608, et mort à Paris en 1680.

## Biographie
Considéré avec Jean Morin comme l'inventeur de la gravure au pointillé, Jean Boulanger est l’auteur de nombreuses estampes, reproductions des tableaux de Philippe de Champaigne, Léonard de Vinci ou de Raphaël.

## Œuvres
- Liste des œuvres de Jean Boulanger : Les graveurs troyens, p. 30 :